# Abstract factory
Abstract factory, in italiano fabbrica astratta, è uno dei design pattern creazionali fondamentali della programmazione orientata agli oggetti. Fu definito originariamente dalla cosiddetta Gang of Four.

## Scopo
L'Abstract Factory fornisce un'interfaccia per creare famiglie di oggetti connessi o dipendenti tra loro, in modo che non ci sia necessità da parte dei client di specificare i nomi delle classi concrete all'interno del proprio codice.
In questo modo si permette che un sistema sia indipendente dall'implementazione degli oggetti concreti e che il client, attraverso l'interfaccia, utilizzi diverse famiglie di prodotti.

## Applicabilità
Questo pattern è utile quando
- si vuole un sistema indipendente da come gli oggetti vengono creati, composti e rappresentati
- si vuole permettere la configurazione del sistema come scelta tra diverse famiglie di prodotti
- si vuole che i prodotti che sono organizzati in famiglie siano vincolati ad essere utilizzati con prodotti della stessa famiglia
- si vuole fornire una libreria di classi mostrando solo le interfacce e nascondendo le implementazioni.

## Struttura

### AbstractFactory
Dichiara l'interfaccia per le operazioni che creano oggetti.

### ConcreteFactory
Implementa le operazioni per creare oggetti concreti.

### AbstractProduct
Dichiara l'interfaccia per un tipo di oggetto prodotto.

### ConcreteProduct
Implementa l'interfaccia AbstractProduct e definisce l'oggetto prodotto che deve essere creato dalla factory concreta corrispondente.

### Client
Utilizza solo le interfacce dichiarate da AbstractFactory e AbstractProduct.

## Collaborazioni
- In generale si crea una sola istanza di ConcreteFactory a run-time. Questa istanza gestisce la creazione di una sola famiglia di oggetti con un'implementazione specifica. Per creare oggetti di un'altra famiglia bisogna istanziare un'altra factory.
- AbstractFactory delega la creazione di oggetti prodotto alle sue sottoclassi ConcreteFactory.

## Conseguenze
1. Isola le classi concrete. Secondo il principio dell'incapsulamento dell'implementazione, la factory viene utilizzata solamente attraverso la sua interfaccia, per cui nei client non c'è traccia del codice per istanziare gli oggetti. In questo modo il sistema è indipendente dal tipo della classe che effettivamente implementa l'interfaccia del tipo di prodotto. I client usano i prodotti concreti attraverso la loro interfaccia comune AbstractProduct, in modo che anche il codice successivo all'istanziazione sia indipendente dal nome della classe che effettivamente implementa il prodotto concreto.
2. Consente di cambiare in modo semplice la famiglia di prodotti utilizzata. La factory viene istanziata una sola volta nel codice, quindi è sufficiente cambiare il tipo di factory istanziato in quel punto del sorgente per utilizzare un diverso tipo di prodotti. La coerenza col resto del codice è assicurata dall'utilizzo delle interfacce astratte e non delle classi concrete secondo il principio di programmazione verso l'interfaccia e non verso l'implementazione
3. Promuove la coerenza nell'utilizzo dei prodotti. Se i prodotti di una famiglia sono stati esplicitamente progettati per lavorare insieme, l'interfaccia AbstractFactory permette di rispettare questo vincolo.
4. Difficile aggiungere supporto per nuove tipologie di prodotti. Dato che AbstractFactory definisce tutte le varie tipologie di prodotti che è possibile istanziare, aggiungere una famiglia significa modificare l'interfaccia della factory. La modifica si ripercuote a cascata nelle factory concrete e in tutte le sottoclassi, rendendo laboriosa l'operazione.

## Implementazione
- Istanziare una sola factory. Creando ogni ConcreteFactory come Singleton ci si assicura che esista una sola istanza della classe a run-time, accessibile pubblicamente.
- Istanziare i prodotti. Poiché AbstractFactory definisce solo l'interfaccia, la creazione dei prodotti è responsabilità delle classi ConcreteFactory. Si può utilizzare un Factory method per ogni prodotto, metodi che saranno sovrascritti dalle factory concrete. Lo svantaggio di questa tecnica è l'obbligo di dover implementare una factory diversa anche se i tipi di prodotto sono molto simili tra loro. Per risolvere questo problema si può usare il Prototype pattern.

## Esempio in Java
```
/*

 * GUIFactory example

 */

public
 
abstract
 
class
 
GUIFactory
 
{

    
public
 
static
 
GUIFactory
 
getFactory
()
 
{

        
int
 
sys
 
=
 
readFromConfigFile
(
"OS_TYPE"
);

        
if
 
(
sys
 
==
 
0
)
 
{

            
return
 
new
 
WinFactory
();

        
}
 
else
 
{

            
return
 
new
 
OSXFactory
();

        
}

    
}

    
public
 
abstract
 
Button
 
createButton
();

}

class
 
WinFactory
 
extends
 
GUIFactory
 
{

    
public
 
Button
 
createButton
()
 
{

        
return
 
new
 
WinButton
();

    
}

}

class
 
OSXFactory
 
extends
 
GUIFactory
 
{

    
public
 
Button
 
createButton
()
 
{

        
return
 
new
 
OSXButton
();

    
}

}

public
 
abstract
 
class
 
Button
 
{

    
public
 
abstract
 
void
 
paint
();

}

class
 
WinButton
 
extends
 
Button
 
{

    
public
 
void
 
paint
()
 
{

        
System
.
out
.
println
(
"Sono un WinButton!"
);

    
}

}

class
 
OSXButton
 
extends
 
Button
 
{

    
public
 
void
 
paint
()
 
{

        
System
.
out
.
println
(
"Sono un OSXButton!"
);

    
}

}

public
 
class
 
Application
 
{

    
public
 
static
 
void
 
main
(
String
[]
 
args
)
 
{

        
GUIFactory
 
factory
 
=
 
GUIFactory
.
getFactory
();

        
Button
 
button
 
=
 
factory
.
createButton
();

        
button
.
paint
();

    
}

    
// L'output sarà:

    
//   "Sono un WinButton!"

    
// oppure:

    
//   "Sono un OSXButton!"

}

```